# Steward Ceus
Steward Ceus (West Haverstraw, 26 maart 1987) is een in de Verenigde Staten geboren Haïtiaans voetballer. In 2015 verruilde hij Närpes Kraft voor Atlanta Silverbacks.

## Clubcarrière
Ceus werd in de derde ronde van de MLS SuperDraft 2009 als zevenendertigste gekozen door Colorado Rapids. In juni 2009 werd Ceus uitgeleend aan Charlotte Eagles om meer ervaring op te doen. Hij maakte zijn debuut voor de Eagles op 20 juni 2009 tegen de Richmond Kickers. Ceus maakte bij Colorado Rapids zijn competitiedebuut op 6 oktober 2012 tegen San Jose Earthquakes als invaller voor de geblesseerde Matt Pickens. Op 6 december 2013 werd hij van zijn contract bij Colorado ontbonden. Op 21 maart arriveerde hij in Finland voor een stage bij Närpes Kraft. Op 11 april tekende hij een contract bij de club. Na vijfentwintig competitiewedstrijden bij Närpes Kraft onder de lat te hebben gestaan tekende hij op 14 januari 2015 bij Atlanta Silverbacks.

## Interlandcarrière
Ceus komt sinds 2010 ook uit voor Haïti.